# Рабинович, Фаина Клементьевна
Фаина Клементьевна Рабинович (5 (19) ноября 1901, Попельня, Сквирский уезд, ныне Попельнянский район Житомирской области, по другим сведениям Попеляны, Шавельский уезд, ныне Акмянский район, Литва — 13 июля 1942, Ленинград) — советский геолог, первая женщина-геолог Северо-Востока СССР, первооткрыватель месторождения россыпного золота на р. Герба.

## Биография
Окончила Московскую горную академию в 1927 году. С 1929 года работала в новосозданном Ленинградском геологоразведочном институте цветных и благородных металлов. Выезжала в геологоразведочную экспедицию в Алданский район под руководством В. Н. Зверева.
В 1930—1931 годах работала во Второй Колымской экспедиции под руководством В. А. Цареградского. В составе экспедиции возглавила Гербинскую партию, проводившую исследования к юго-востоку от реки Среднекан, затем на реке Бахапча обнаружила признаки олова. В 1932 году участвовала в обследовании береговой полосы Охотского моря в районе Залива Шкиперов и Бухты Астрономическая. В 1934 году руководила Мылгинской геологоразведочной партией. В 1936 году работала на реке Мунугуджак, в том же году опубликовала книгу «Верхнемеловые и третичные отложения Охотско-Колымского края».
В 1936—1937 годах назначена главным геологом Омолонской экспедиции, которую возглавил её муж С. В. Новиков. Арестована в 1938 году вместе с мужем по обвинению во вредительстве. Освобождена через несколько месяцев, после того как умер их полугодовалый сын из-за потери молока. В 1939 году, после пересмотра некоторых дел в рамках «бериевской оттепели», был освобожден муж Фаины Клементьевны. Супруги получили разрешение уехать из Магадана в Ленинград, где были приняты на работу во Всесоюзный научно-исследовательский геологический институт.
Фаина Клементьевна погибла в блокадном Ленинграде вскоре после смерти второго сына.

## Память
- Имя Фаины Рабинович носят золотоносные ручьи Эфка и Факир, названия которых составлены из её инициалов[11].
- Гора Фаины высотой 136 метров расположена на востоке Верхнеколымского нагорья, в нескольких километрах от Колымской трассы (координаты N 61,6045, E 152,4232)[12].